# Секретар райкому
«Секретар райкому» (рос. Секретарь райкома) — радянський чорно-білий фільм, знятий Іваном Пир'євим в 1942 році. Героїчна драма про партизанський рух в роки Німецько-радянської війни. Батальні сцени створені в павільйоні Олександром Птушком. Фільм удостоєний Сталінської премії другого ступеня (1943). Відновлений в 1963—1973 роках.

## Сюжет
1941 рік. Червона армія відступає з боями. У цей важкий час секретар райкому Степан Кочет керує евакуацією і знищенням того, що немає можливості вивезти. Під його керівництвом організовується партизанський загін, починається партизанська війна: вибухають мости, летять під укоси поїзди. У німців відбивають полоненого танкіста Орлова, який насправді є німецьким шпигуном.

## У ролях
- Василь Ванін — Степан Гаврилович Кочет, секретар райкому
- Михайло Астангов — полковник Макенау, фашист
- Марина Ладиніна — Наташа, зв'язкова
- Михайло Жаров — Гаврило Федорович Русов, дід Сашка
- Михайло Кузнецов — Саша Русов
- Борис Пославський — Семен Абрамович Ротман, інженер, начальник електростанції
- Віктор Кулаков — Орлов, шпигун, німецький лейтенант Герман Альбрехт
- Євген Григор'єв — Василь Глущенко
- Інна Федорова — секретар Кочета
- Олександр Антонов — Олександр Павлович Потапенко, командир загону
- Микола Боголюбов — командир Червоної Армії
- Анатолій Алексєєв — Смоляк, партизан
- Олександра Данилова — партизанка
- Петро Любешкін — Федюшин, партизан
- Євген Немченко — Сєдов, партизан
- Іван Рижов — партизан
- Костянтин Старостін — партизан
- Валентина Телегіна — Дар'я, партизанка
- Володимир Уральський — дві ролі: Некрасов і Клетнюк, партизан
- Микола Хрящиков — Анікєєв, партизан
- Георгій Георгіу — ад'ютант Макенау
- Григорій Шпігель — Фогель, фельдфебель
- Єлизавета Кузюріна — колгоспниця
- Костянтин Сорокін — старий в хаті
- Тетяна Говоркова — господиня хати
- Софія Левітіна — жінка на упізнанні
- Петро Соболевський — епізод

## Творча група
- Режисер: Іван Пир'єв
- Автор сценарію: Йосип Прут
- Оператори: Валентин Павлов, Борис Арецький
- Художник-постановник: Олексій Уткін
- Композитор: Борис Вольський
- Звукорежисер: В'ячеслав Лєщев